# Früher Ackerling
Der Frühe Ackerling (Agrocybe praecox) ist ein essbarer Pilz aus der Familie der Träuschlingsverwandten (Strophariaceae). Er wird auch Voreilender Ackerling oder Frühlings-Ackerling genannt.

## Merkmale

### Makroskopische Merkmale
Die Fruchtkörper treten gesellig auf.
Der ausgewachsene Hut ist dünnfleischig und misst 3 bis 10, selten bis 20 Zentimeter im Durchmesser. Er breitet sich von einer anfangs halbkugeligen zu einer schließlich flachen Form aus und hat oft einen Buckel. Seine Oberfläche ist glatt, er reißt bei Trockenheit auf und ändert sein Aussehen mit der Feuchte (Hygrophanität): Trocken ist sie cremefarben bis fast weißlich und nass hellbraun gefärbt, in der Mitte gelblich. Am Hutrand hängen manchmal Velumreste und er reißt bei Trockenheit manchmal ein.
Junge Exemplare sind zumeist dunkler bräunlich gefärbt. Die Lamellen stehen dicht und untermischt, sind ausgebuchtet und herablaufend am Stiel angewachsen und haben bogenförmige, wellige Schneiden. Am jungen Fruchtkörper sind sie blass, verfärben sich mit der Sporenreife hellgraubraun und haben manchmal auch einen Lilaton.
Der Stiel wird 4 bis 7 Zentimeter hoch, ist im Wesentlichen zylindrisch und an der Basis verdickt geformt und hohl beziehungsweise ausgestopft. Am Stiel findet sich ein vergänglicher, häutiger, hängender, weißer Ring. An der Stielbasis befinden sich oft dicke, weiße Myzelstränge (Rhizomorphen).
Das zarte, weißliche Fleisch hat unverletzt einen Geruch, der an Kakao erinnert, und riecht beim Quetschen ranzig mehl- bis gurkenartig. Es schmeckt etwas mehlig und teilweise leicht bitter.

### Mikroskopische Merkmale
Die Sporen sind eiförmig, mit großem, zentralem Keimporus, messen 9–10 mal 5–6 Mikrometer und sind von graubrauner Farbe.

## Artabgrenzung
Der Frühe Ackerling ist je nach Standort in Größe, Farbgebung und Form sehr variabel.
Der ebenfalls essbare, seltenere Weiße Ackerling (Agrocybe dura) wächst weniger gesellig und eher auf Wiesen als auf Holzhächseln. Die Fruchtkörper sind etwas schmächtiger, langstieliger mit im Verhältnis kleinerem Hut, und schon jung heller weißlich gefärbt. Der Weiße Ackerling hat fast nie einen deutlich ausgeprägten Ring. Die Velumreste sind flüchtiger und hängen eher fetzig am Hutrand; allerdings ist das auch beim Frühen Ackerling bisweilen der Fall. Die Hutform des Weißen Ackerlings ist durch die bauchigeren Lamellen im Profil recht gleichmäßig elliptisch (beim Frühen Ackerling buckelig oder annähernd dreieckig). Außerdem ist der Geruch des Weißen Ackerlings schwächer ausgeprägt. Er riecht recht unauffällig, leicht pilzig und beim Quetschen schwach mehlartig.
Der recht seltene Falbe Ackerling (Agrocybe putaminum) hat derbere Fruchtkörper ohne Ring und eine bei Trockenheit samtige, bereift erscheinende Hutoberfläche. Der Aderige Ackerling (Agrocybe rivulosa) hat eine aderige Hutoberfläche. Auch andere, meist kleinwüchsigere Ackerlinge mit oft undeutlicher ausgeprägtem Ring kommen für Verwechslungen in Frage; unter ihnen sind keine giftigen Arten bekannt.
Die Art kann außerdem mit dem Krönchen-Träuschling (Stropharia coronilla) verwechselt werden, der allerdings graue Lamellen und einen anders geformten Ring hat.
Der Frühlings-Glockenschüppling (Pholiotina aporos) ist meist kleiner und graziler und dunkler braun gefärbt, das Sporenpulver ist rostbraun.
Gefährlich wäre eine Verwechslung mit weißen Trichterlingen wie dem stark giftigen Feld-Trichterling (Clitocybe quisquiliarum). Trichterlinge haben jedoch niemals einen Ring und unterscheiden sich auch sonst recht deutlich in Form und Farbe.

## Verbreitung und Ökologie
Die häufige Art in lichten Wäldern, Gärten und Parks, etwa entlang von Wegen und Holzlagerplätzen, als Saprobiont von abgestorbenen Pflanzenresten, speziell totem Holz (oft auf Holzhächseln). Er bildet seine Fruchtkörper meist büschelweise von Mai bis Juli. Sehr selten erscheinen auch im Herbst Fruchtkörper.

## Systematik und Taxonomie
Agrocybe praecox stellt die Typusart der Gattung der Ackerlinge (Agrocybe) dar.
Die offizielle Erstbeschreibung stammt aus dem 1774 veröffentlichten Werk „Fungorum qui in Bavaria et Palatinatu circa Ratisbonam nascuntur Icones“ von Jacob Christian Schäffer, welcher ihn dort als „Agaricus candicans“ beziehungsweise als „weisslichen Wiesenschwamm“ bezeichnete.
Der heutige Name wurde 1821 von Elias Magnus Fries sanktioniert und geht auf das 1801 veröffentlichte Werk „Synopsis methodica fungorum“ von Christian Hendrik Persoon zurück. 1889 ordnete Victor Fayod die Art der Gattung Agrocybe zu.
Das Art-Epitheton ist ein lateinisches männliches Adjektiv, das „vorzeitig“ bedeutet.

## Bedeutung

### Inhaltsstoffe, Zusammensetzung
In den Fruchtkörpern findet sich Manganperoxidase. Seine hervorragende Fähigkeit zur Zersetzung von Lignin ist hauptsächlich auf dieses Enzym zurückzuführen.

### Nutzung
Er ist essbar und wird als Speisepilz genutzt. Er genießt kein besonderes Ansehen für seinen Speisewert; ungekocht schmeckt er bitter.